# Stereotomy
Stereotomy är det nionde studioalbumet utgivet av det progressiva rockbandet The Alan Parsons Project, utgivet 1985.

## Låtlista
Alla låtar skrivna av Alan Parsons & Eric Woolfson.
Sida 1
1. "Stereotomy" (sång John Miles, bakgrundssång Eric Woolfson) – 7:18
2. "Beaujolais" (sång Chris Rainbow) – 4:27
3. "Urbania" (instrumental) – 4:59
4. "Limelight" (sång Gary Brooker) – 4:39

Sida 2
1. "In The Real World" (sång John Miles) – 4:20
2. "Where's The Walrus?" (instrumental) – 7:31
3. "Light of the World" (sång Graham Dye, bakgrundssång Steven Dye) – 6:19
4. "Chinese Whispers" (instrumental) – 1:01
5. "Stereotomy Two" (sång John Miles) – 1:21

År 2008 släpptes en remaster-utgåva av Stereotomi  med följande bonusspår:
- "Light Of The World" (backing track)
- "Rumour Goin' Round" (demo)
- "Stereotomy" (Eric Woolfson guide vocal)
- "Stereotomy" (backing rough mix)

Medverkande
- Eric Woolfson – piano, keyboards, sång
- Alan Parsons – keyboards, producent
- Ian Bairnson – gitarrer
- David Paton – bas
- Stuart Elliott – trummor och slagverk
- Richard Cottle – syntar and saxofoner
- The Philharmonia Orchestra, orkesterledare – Christoffer Warren-Green
- Orkestern arrangerad och dirigerad av Andrew Powell
- Sång: John Miles, Chris Rainbow, Gary Brooker, Graham Dye, Steven Dye, Eric Woolfson